# Palacio del tribunal de comercio de París
El edificio del tribunal de Comercio de París es un edificio situado entre el quai de la Corse, el boulevard du Palais, la rue de Lutèce y la rue Aubé ( e distrito )en la orilla norte de la Île de la Cité de París, que alberga el Tribunal de Comercio de la capital francesa.

## Palacio del Tribunal de Comercio de París

### Edificios anteriores

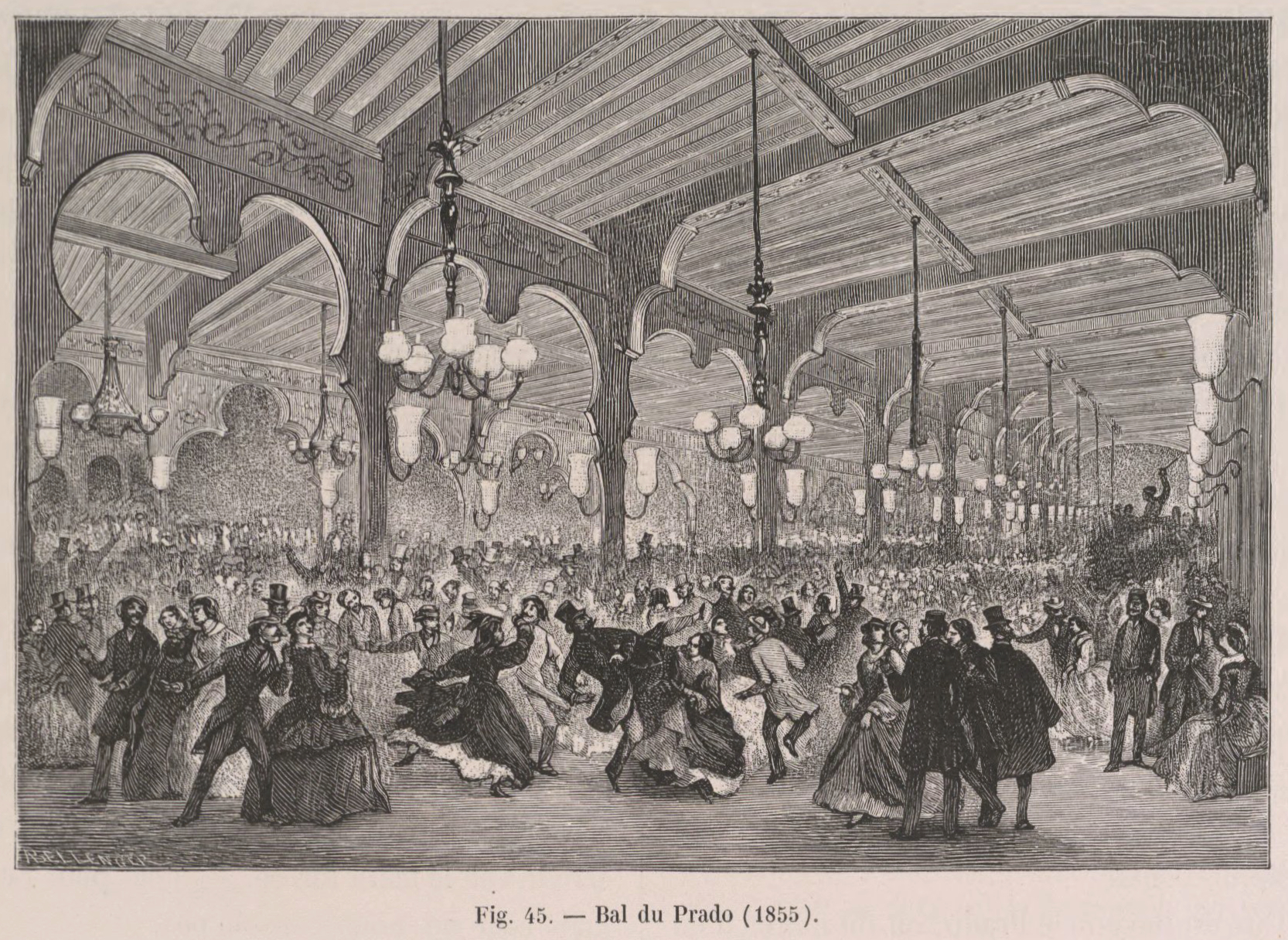
El baile del Prado, en 1855. La sala fue destruida en 1858 para la construcción del actual edificio de los juzgados de comercio.

Mientras que el tribunal comercial se encuentra en el Palais Brongniard, inaugurado en 1826, que compartía con la bolsa de valores, la parte occidental de la rue de la Pelleterie se despejo  para dar paso a la construcción de un nuevo edificio. que se dedicará íntegramente al tribunal. El Bal du Prado, que se encontraba en la esquina de la rue de la Pelleterie y la rue de la Barillerie (ahora boulevard du Palais ), fue demolido en 1858. Ocupó el teatro Cité-Variétés, construido en el sitio de la iglesia de San Bartolomé . La construcción del patio también provocó la desaparición de la rue du Marché-aux-Fleurs, que fue creada en 1812 en el sitio de la iglesia de Saint-Pierre-des-Arcis .

### Descripción
Fue construido entre 1860 y 1865, según los planos del arquitecto Antoine-Nicolas Bailly, por orden del emperador Napoleón III.
Tiene forma de cuadrilátero de 50 por 70 metros de lado, coronado por una cúpula de ocho lados de 45 metros. Está inspirado en el ayuntamiento de Brescia, Italia, que el Emperador admiraba especialmente.
Su fachada principal oeste, en el Boulevard du Palais, tiene un solo piso, rematado por un ático. En la planta baja, una vanguardia central está atravesada por cinco grandes arcos de medio punto. Los pabellones de las esquinas están tan débilmente marcados como el cuerpo de vanguardia central; este es el defecto habitual de las construcciones modernas; carecen de proyecciones pronunciadas.
La fachada norte del palacio, en el Quai de la Corse, tiene tres arcadas sostenidas por columnas de estilo compuesto, coronadas por las estatuas de la Ley, de Elias Robert, de la Justicia de Jacques-Marie-Hyacinthe Chevalier, de la Firmeza de Louis- Adolphe Eude y Prudence de Jules Salmson. Sobre ellos reina un frontón del ático sostenido por cuatro figuras decorativas de Albert-Ernest Carrier-Belleuse. La fachada sur, en la rue de Lutèce, repite la fachada norte. La fachada este, en la Rue Aubé, no repite nada y no representa nada. Los soportales de la fachada principal se abren a un gran vestíbulo desde el que se sube a la Salle des Pas Perdus ya las salas de audiencia por una escalera cuya monumentalidad y rica decoración no compensan la pendiente de sus peldaños. Está decorado con pinturas de Joseph-Nicolas Robert-Fleury y recuerda el esplendor de la jurisdicción consular desde Carlos IX hasta Napoleón III. Rue Aubé hace referencia a Ambroise Guillaume Aubé, quien fue presidente del Tribunal de Comercio de París.
La cúpula, que ha sido muy criticada, sin embargo, tiene un doble carácter histórico. Reproduce, por deseo expresado por el Emperador, el elemento principal de una pequeña iglesia que vio a su izquierda, emergiendo de las orillas del lago de Garda, mientras esperaba los resultados del ataque que acababa de ordenar sobre la torre de Solferino. Este pueblecito perdido entre los árboles era Desenzano, y Bailly, al levantar la cúpula octogonal del Tribunal de Comercio, dotó a París de un recuerdo dedicado a la gloriosa batalla del 24 de juin de 1859.

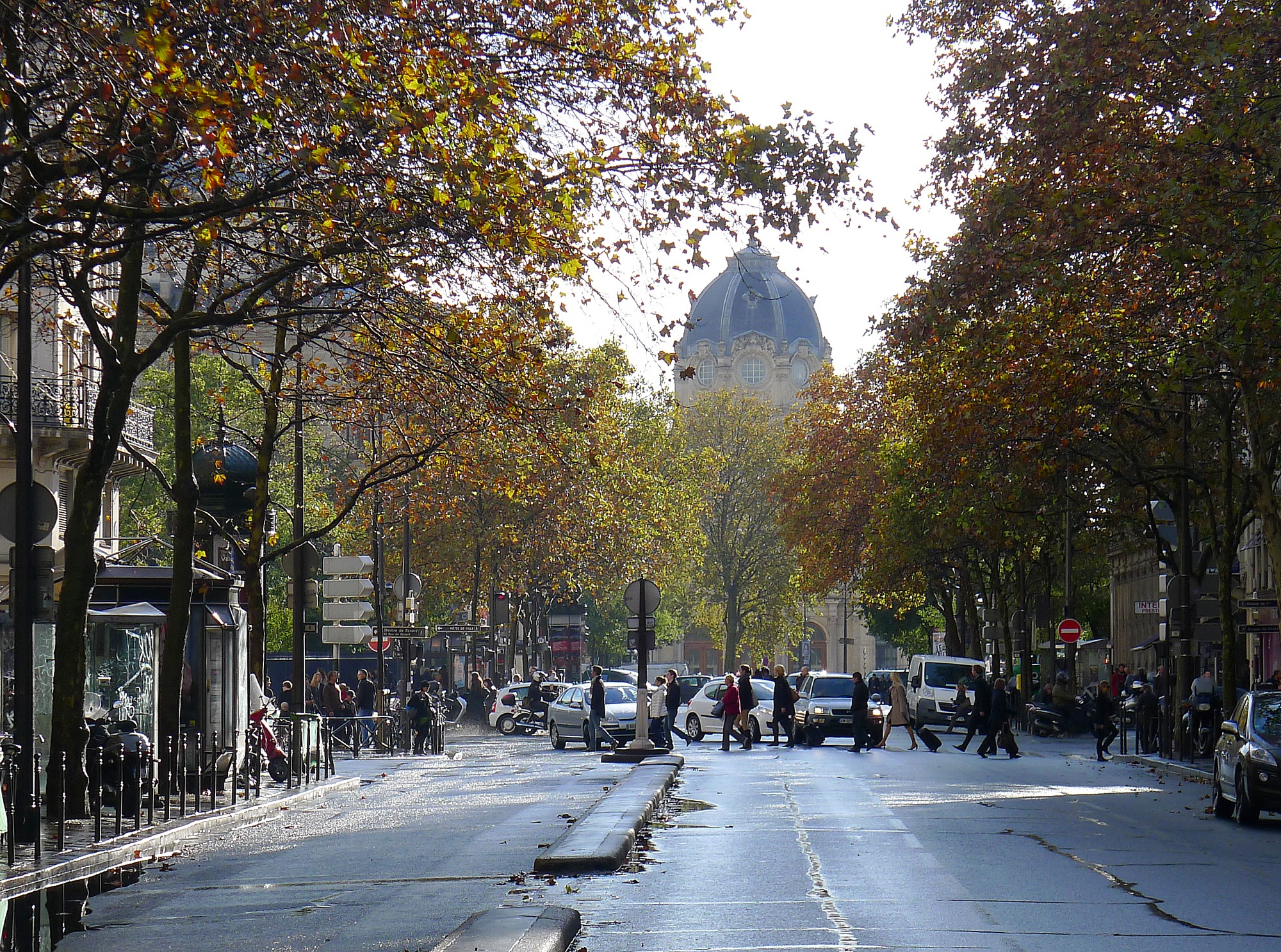
El Juzgado de lo Mercantil visto desde el Boulevard de Sébastopol.

Esta cúpula descentrada es un testamento del barón Haussmann, de hecho, durante la creación de sus bulevares parisinos, este último quería que cada bulevar terminara con un edificio reconocible. Por lo tanto, pidió a su arquitecto, Antoine-Nicolas Bailly, que alineara la cúpula con el recién renovado Boulevard Sébastopol, en detrimento de la simetría del edificio.

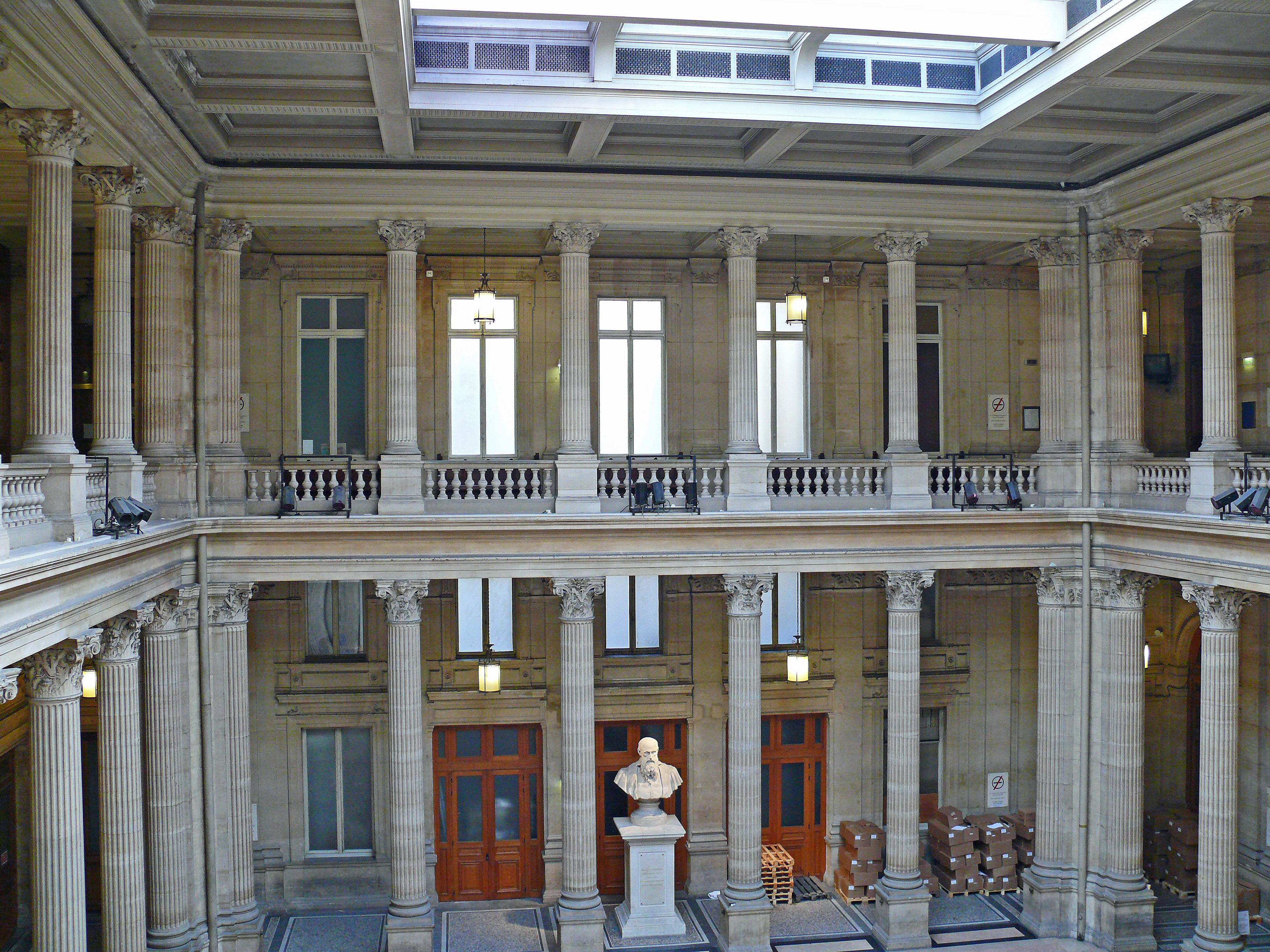
Atrio.
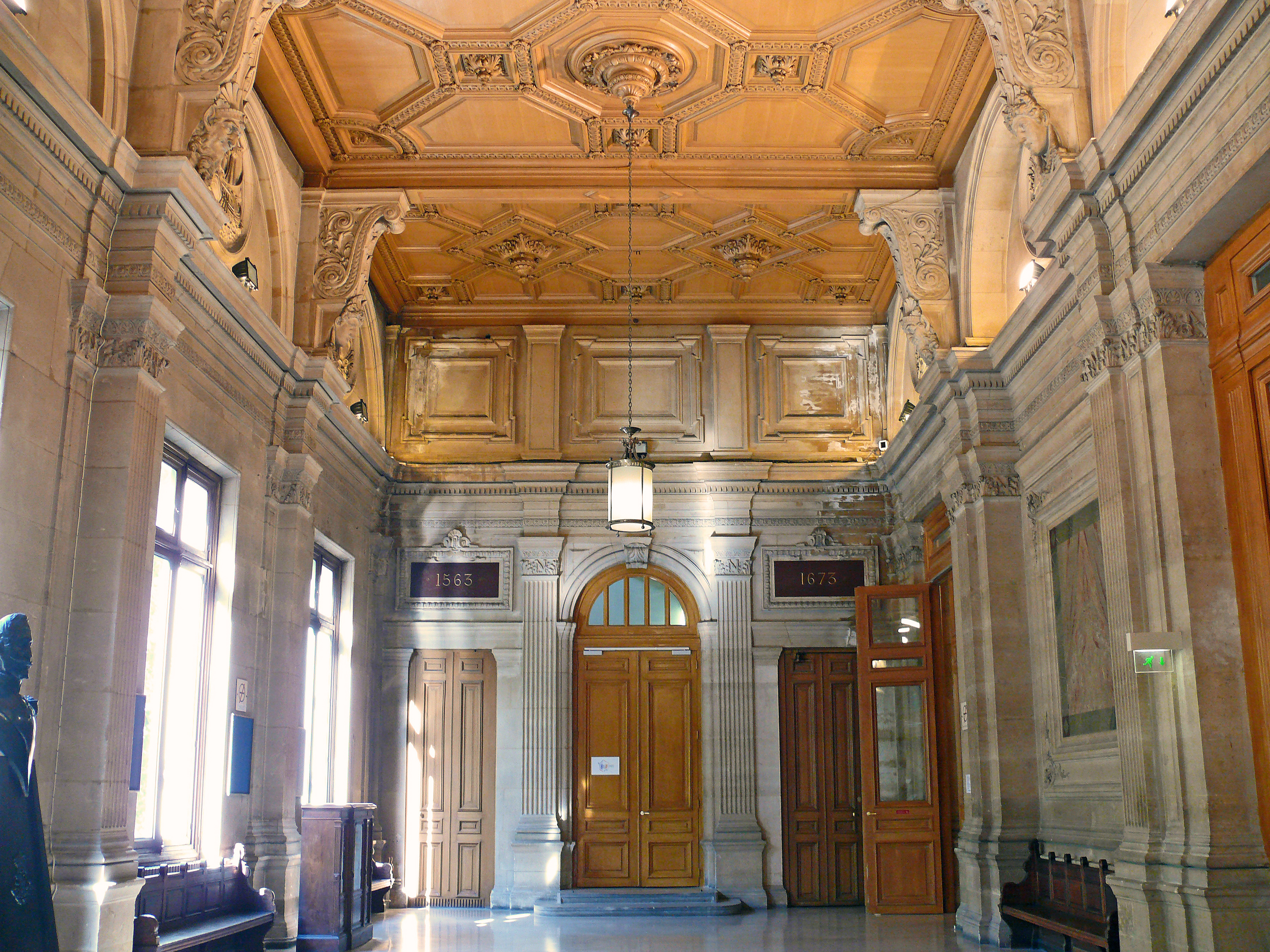
Salle des pas perdus, con las fechas 1563 (creación de jurisdicciones consulares en París) y 1673 (ordenanzas sobre el comercio de Jean-Baptiste Colbert ).
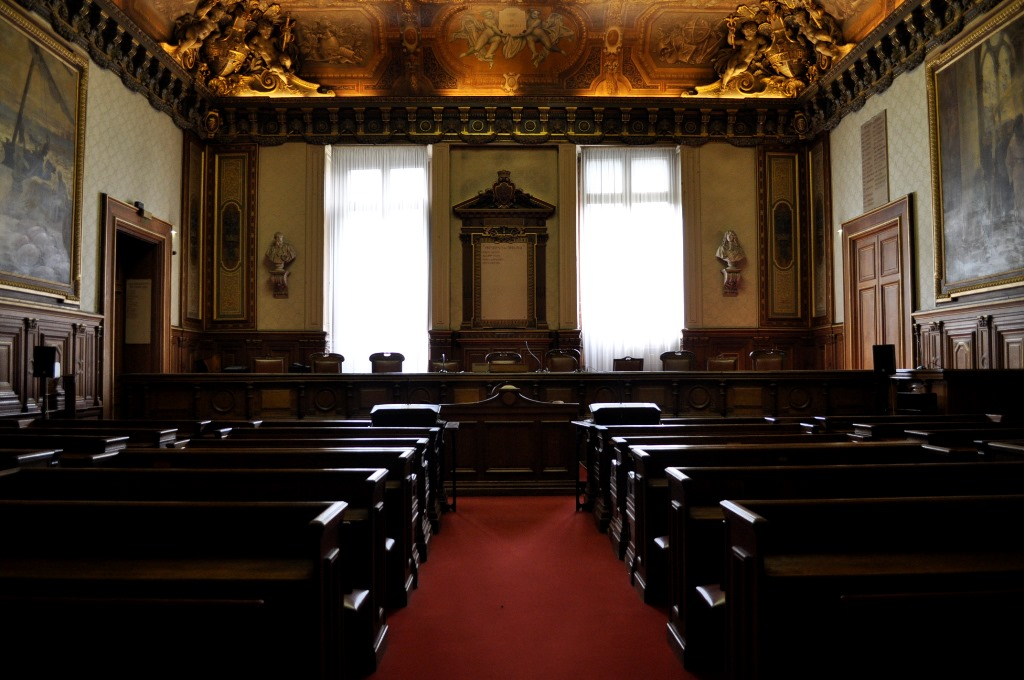
Gran sala de audiencias.
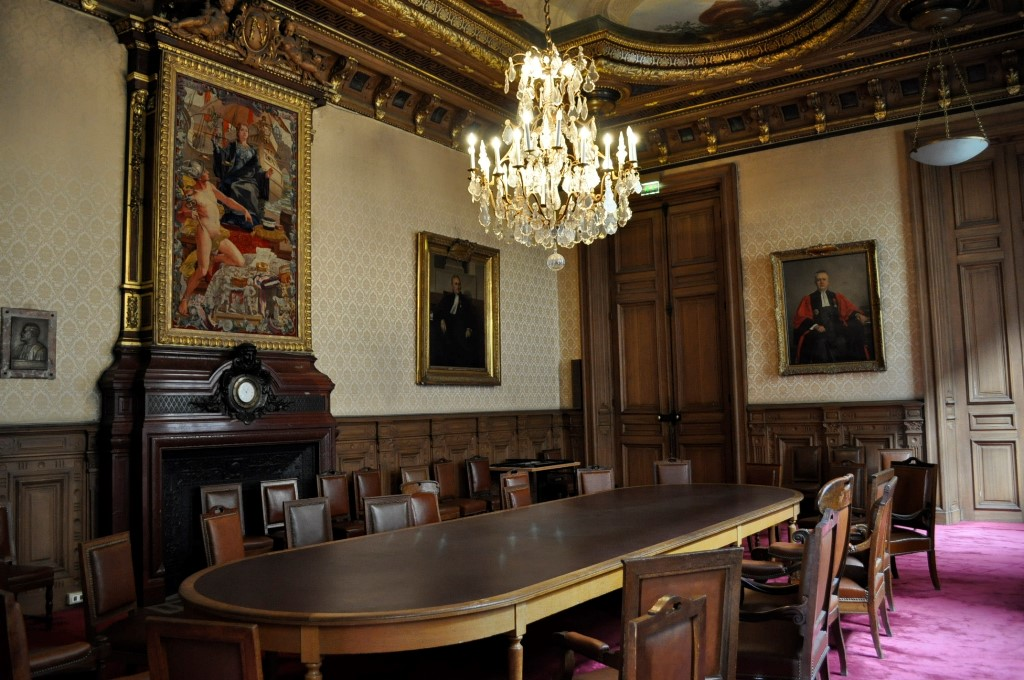
Cámara del Consejo.
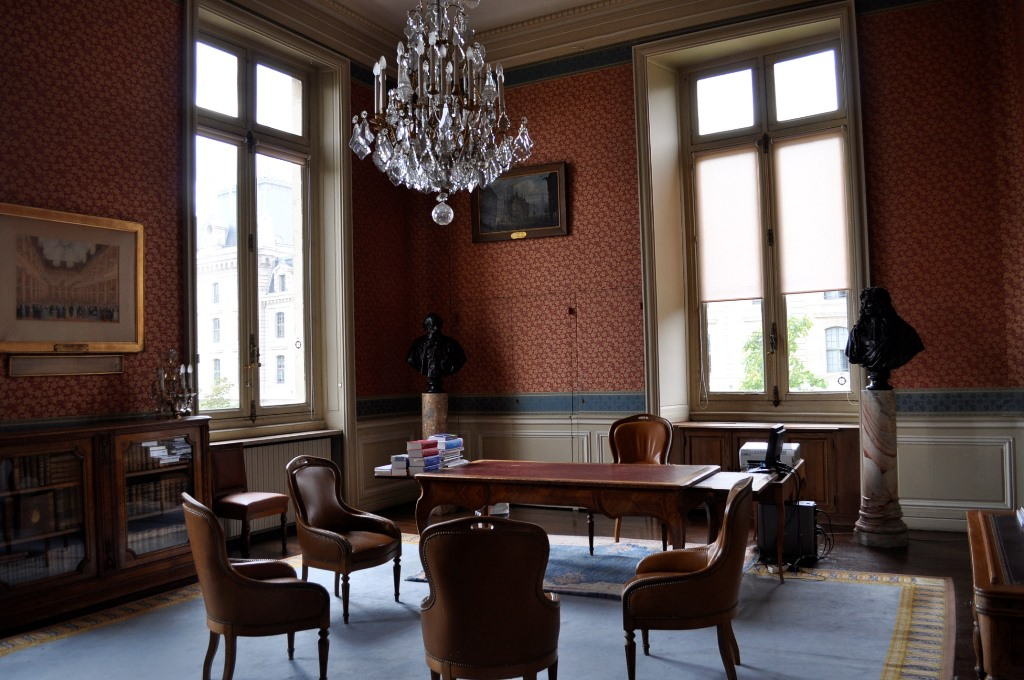
Oficina del Presidente.